# Birgit Cullberg
Birgit Ragnhild Cullberg (Nyköping, 3 agosto 1908 – Stoccolma, 8 settembre 1999) è stata una coreografa svedese.
Nel 1944 fondò un suo gruppo di danza e nel 1952 divenne coreografa del  Balletto Reale Svedese, carica che conservò fino al 1957. Nel 1967 fondò il Cullberg Ballet.
Tra le sue coreografie più riuscite Miss Julie (1950), Euridice è morta (1968) e Pulcinella e Pimpinella (1980). 

## Vita privata
Dall'attore Anders Ek ha avuto tre figli, il coreografo Mats Ek e la gemella attrice Malin Ek, e il primo ballerino Niklas Ek.